# Live at Gilley's
Albums de Jerry Lee Lewis
Young Blood
((1995)) Alabama Show
((2004))
Live at Gilley's est un album live de Jerry Lee Lewis, enregistré à l'occasion de deux concerts tenus le 25 août 1984 et en octobre 1987 au Gilley's Club (en) à Pasadena (Texas). Le club appartient à Mickey Gilley, chanteur de musique country et cousin de Jerry Lee.

## Liste des chansons
1. I Don't Want to Be Lonely Tonight (Baker Knight (en)) (3:27)
2. Rockin' Jerry Lee (Jerry Lee Lewis) (2:22)
3. Trouble in Mind (Richard M. Jones (en)) (4:10)
4. Tennessee Saturday Night (en) (Billy Hughes) (1:56)
5. Keep My Motor Running (Ken Beal/Bruce Channel) (2:33)
6. You Win Again (Hank Williams) (3:14)
7. Drinkin' Wine, Spo-Dee-O-Dee (Stick McGhee/J. Mayo Williams (en)) (3:26)
8. Rockin' My Life Away (Mack Vickery (en)) (2:22)
9. Great Balls of Fire (Otis Blackwell/Jack Hammer) (2:22)
10. Roll Over Beethoven (Chuck Berry) (1:53)
11. High School Confidential (Ron Hargrave (en)/ Jerry Lee Lewis) (2:24)
12. Memphis (Chuck Berry) (3:02)
13. Big Legged Woman (James Williams) (3:39)
14. Whole Lotta Shakin' Goin' On (Sunny David/Dave Williams) (3:08)